# Peter Brucksch
Peter Brucksch (* 11. Oktober 1942 in Znaim) ist ein deutscher Zimmermann und früherer Volkskammerabgeordneter der DDR für die Freie Deutsche Jugend (FDJ).

## Leben
Brucksch ist der Sohn eines Arbeiters. Nach dem Besuch der Grundschule nahm er 1958 eine dreijährige Lehre als Zimmermann auf. Danach arbeitete er in diesem Beruf im VEB Ingenieurhochbau Berlin. 1963 nahm er ein Abendstudium an der Volkshochschule auf, um sich zu qualifizieren. 

## Politik
Brucksch trat 1957 in die FDJ und 1958 in den FDGB ein. 1962 wurde er Mitglied der SED. 
In der Wahlperiode von 1963 bis 1967 war er als sogenannter Berliner Vertreter Mitglied der FDJ-Fraktion in der Volkskammer der DDR. Er gehörte dem Ausschuss für Industrie, Bauwesen und Verkehr an unter Vorsitz von Günter Mittag.